# Таж (бронепалубный крейсер)
Бронепалубный крейсер «Таж» (фр. Tage) — первый бронепалубный крейсер французского флота, построенный в 1880-х гг. Развился из проекта «Сфакс» (фр. Sfax). Предназначался для действий на коммуникациях, имел полное парусное вооружение барка. Следующим шагом в развитии французского типа бронепалубного крейсера стал «Амираль Сесиль» (фр. Amiral Cécille).

## Конструкция

### Корпус
По своей архитектуре «Таж» был типичен для французских кораблей своего времени. Силуэт крейсера определял солидный таран, заваленные внутрь борта и свисающая корма. У крейсера наличествовали развитые полубак и полуют. Корпус корабля был стальным. Дно обшивалось медью и тиковым деревом. «Таж» имел парусное вооружение барка.

### Силовая установка
Крейсер оснащался двумя горизонтальными паровыми машинами тройного расширения, считавшимися в те году уже устаревшими. Первоначально крейсер имел цилиндрические огнетрубные котлы, позднее, во время модернизации в 1900 году, их заменили на водотрубные котлы системы Бельвиля.

### Бронирование
Защита крейсера обеспечивалась прежде всего броневой палубой. Её скосы опускались на 2 метра ниже ватерлинии. Выше неё располагались коффердам шириной 1 метр и ячеистые водонепроницаемые отсеки, заполненные целлюлозой.

### Вооружение
Из восьми 164-мм орудий два находились в носовой части корабля на верхней палубе и могли вести огонь по курсу через порты. Остальные располагались в спонсонах. 138-мм орудия стояли в батарее, на батарейной палубе.

## Служба
«Таж» был заложен в июле 1885 года в Сен-Назере, на частной верфи Ateliers et Chantiers de la Loire. На воду крейсер спустили 28 октября 1886 года, а в строй он вступил в декабре 1890 года. В 1900 году крейсер прошёл перевооружение на орудия новых моделей. Списан «Таж» был в 1910 году.

## Оценка проекта
Как и его предшественник «Сфакс», «Таж» признавался удачным кораблём. Его скорость считалась на момент вступления в строй достаточно высокой, а вооружение позволяло справиться с большинством из британских крейсеров. Вместе с тем, вооружение размещалось не слишком удобно. Если 164-мм орудия стояли на верхней палубе, то артиллерию 138-мм калибра разместили на главной палубе, что существенно ограничивало углы её обстрела. Главным же недостатком крейсера стала его цена, неприемлемая для адептов «Молодой школы», имевших тогда большое влияние во французских военно-морских кругах. Поэтому следующий бронепалубный крейсер I класса «Амираль Сесиль» был спроектирован значительно меньшим.